# Fargo-Moorhead Bears
Fargo-Moorhead Bears var ett amerikanskt juniorishockeylag som spelade i United States Hockey League (USHL) mellan 1995 och 1996. De spelade sina hemmamatcher i inomhusarenan Moorhead Sports Arena i Moorhead i Minnesota. Laget vann varken Anderson Cup, som delas ut till det lag som vinner USHL:s grundserie, eller Clark Cup, som delas ut till det lag som vinner USHL:s slutspel, under den säsong som Bears var aktiva.
De fostrade inga nämnvärda spelare.